# Les Yeux et la Mémoire

Les Yeux et la Mémoire est un recueil de poèmes de Louis Aragon publié en 1954.

## Contexte
Après-guerre, Louis Aragon est très engagé dans les débats politiques et intellectuels. Il est l'un des écrivains majeurs du Parti communiste français, et s'exprime abondamment dans sa revue Les Lettres françaises. Après la mort de Joseph Staline en 1953, l'affaire du « portrait de Staline » dessiné par Pablo Picasso et publié dans Les Lettres Françaises vaut à Aragon une campagne de dénigrement par ses coreligionnaires communistes, ce qui entraîne Aragon dans une crise de son engagement. Il se retire dans sa propriété de Saint-Arnoult-en-Yvelines pour écrire, et écrit de nombreux articles de réflexion sur la peinture et la poésie. Il écrit l'essai À la lumière de Stendhal, qui réévalue une part de l'héritage culturel qui paraît éloignée du réalisme socialiste (Prosper Mérimée, Heinrich von Kleist, Maurice Barrès et Stendhal notamment). Il loue le retour de certains poètes à des formes classiques, comme celle de Guillevic au sonnet.

## Réception
Ce recueil est désormais beaucoup moins étudié que Le Roman inachevé, publié deux ans plus tard. 